# Велика кільцева лінія
Велика кільцева лінія — лінія Московського метрополітену, першу чергу якої відкрито 26 лютого 2018 року (у складі першої черги будівництва відкрито дільницю «Петровський парк» — «Діловий центр»)
На схемах метро позначається бірюзовим кольором та номером .

## Історія
11 серпня 1969 року відкрита Каховська лінія (була тимчасово закрита з 26 жовтня 2019), нині включена до складу Великої кільцевої лінії.
26 лютого 2018 року відкрито дільницю від станції «Діловий центр» до станції «Петровський парк».
30 грудня 2018 року відкрито дільницю від станції «Петровський парк» до станції «Савеловська» з переходом на однойменну станцію Серпуховсько-Тимірязєвської лінії.
27 березня 2020 року відкрито дільницю «Нижньогородська» — «Лефортово» (тимчасово у складі Некрасовської лінії).
31 грудня 2020 року відкрито дільницю «Лефортово» — «Електрозаводська» (тимчасово у складі Некрасовської лінії).
1 квітня 2021 року відкрито дільницю «Хорошовська» — «Мньовники» з організацією вилкового руху від «Хорошовської» в бік «Мньовників» та «Ділового центру».
7 грудня 2021 року відкрито дільницю «Мньовники» — «Каховська» з 10 станціями, 7 з яких — пересадкові.

## Станції
|  | Назва станції         | Дата відкриття  | Пере- садки                  | Глибина, м | Тип конструкції                                                 | Координати                                                                          | Фото |
|  | --------------------- | --------------- | ---------------------------- | ---------- | --------------------------------------------------------------- | ----------------------------------------------------------------------------------- | ---- |
|  | Савеловська           | 30 грудня 2018  | Савеловська Москва-Бутирська | −65        | пілонна трисклепінна                                            | 55°47′36″ пн. ш. 37°35′13″ сх. д. / 55.7934° пн. ш. 37.5870° сх. д.                 |      |
|  | Петровський парк      | 26 лютого 2018  | Динамо                       | −25        | колонна мілкого закладення трипрогінна                          | 55°47′31″ пн. ш. 37°33′26″ сх. д. / 55.791867° пн. ш. 37.557221° сх. д.             |      |
|  | ЦСКА                  | 26 лютого 2018  |                              | −28        | колонна мілкого закладення трипрогінна                          | 55°47′12″ пн. ш. 37°32′00″ сх. д. / 55.786574° пн. ш. 37.533222° сх. д.             |      |
|  | Хорошовська           | 26 лютого 2018  | «Полежаєвська» «Хорошово»    | −21        | колонна мілкого закладення трипрогінна                          | 55°46′36″ пн. ш. 37°31′09″ сх. д. / 55.776695° пн. ш. 37.519124° сх. д.             |      |
|  | Народне ополчення     | 1 квітня 2021   |                              | −28        | колонна мілкого закладення трипрогінна                          | 55°46′33″ пн. ш. 37°29′06″ сх. д. / 55.775701° пн. ш. 37.485072° сх. д.             |      |
|  | Мньовники             | 1 квітня 2021   |                              | −27        | колонна мілкого закладення трипрогінна                          | 55°45′40″ пн. ш. 37°28′17″ сх. д. / 55.761152° пн. ш. 37.471390° сх. д.             |      |
|  | Терехово              | 7 грудня 2021   |                              | −22        | колонна мілкого закладення трипрогінна з бічними платформами    | 55°44′53″ пн. ш. 37°27′35″ сх. д. / 55.7480° пн. ш. 37.4596° сх. д.                 |      |
|  | Кунцевська            | 7 грудня 2021   | Кунцевська Кунцево I         | −31,2      | колонна мілкого закладення трипрогінна з береговими платформами | 55°43′44″ пн. ш. 37°26′46″ сх. д. / 55.7288° пн. ш. 37.4460° сх. д.                 |      |
|  | Давидково             | 7 грудня 2021   |                              | −33        | колонна мілкого закладення двопрогінна з бічними платформами    | 55°42′55″ пн. ш. 37°27′06″ сх. д. / 55.7152° пн. ш. 37.4517° сх. д.                 |      |
|  | Аміньєвська           | 7 грудня 2021   |                              | −14        | колонна мілкого закладення трипрогінна                          | 55°41′50″ пн. ш. 37°27′54″ сх. д. / 55.6971° пн. ш. 37.4651° сх. д.                 |      |
|  | Мічурінський проспект | 7 грудня 2021   | Мічурінський проспект        | −19        | колонна мілкого закладення трипрогінна                          | 55°41′18″ пн. ш. 37°29′07″ сх. д. / 55.6882° пн. ш. 37.4853° сх. д.                 |      |
|  | Проспект Вернадського | 7 грудня 2021   | Проспект Вернадського        | −16        | колонна мілкого закладення трипрогінна                          | 55°40′42″ пн. ш. 37°30′14″ сх. д. / 55.6784° пн. ш. 37.5040° сх. д.                 |      |
|  | Новаторська           | 7 грудня 2021   | Новаторська                  | −11        | колонна мілкого закладення двопрогінна                          | 55°40′12″ пн. ш. 37°31′20″ сх. д. / 55.6699° пн. ш. 37.5221° сх. д.                 |      |
|  | Воронцовська          | 7 грудня 2021   | Калузька                     | −21        | колонна мілкого закладення трипрогінна                          | 55°39′32″ пн. ш. 37°32′21″ сх. д. / 55.6589° пн. ш. 37.5393° сх. д.                 |      |
|  | Зюзино                | 7 грудня 2021   |                              | −17,5      | колонна мілкого закладення двопрогінна                          | 55°39′21″ пн. ш. 37°34′25″ сх. д. / 55.6558° пн. ш. 37.5735° сх. д.                 |      |
|  | Каховська             | 11 серпня 1969  | Севастопольська              | −8         | колонна мілкого закладення трипрогінна                          | 55°39′11″ пн. ш. 37°35′54″ сх. д. / 55.6530° пн. ш. 37.5983° сх. д.                 |      |
|  | Варшавська            | 11 серпня 1969  |                              | −9         | колонна мілкого закладення трипрогінна                          | 55°39′12″ пн. ш. 37°37′10″ сх. д. / 55.6533° пн. ш. 37.6194° сх. д.                 |      |
|  | Каширська             | 11 серпня 1969  | Каширська                    | −7         | колонна мілкого закладення трипрогінна                          | 55°39′18″ пн. ш. 37°38′55″ сх. д. / 55.6551° пн. ш. 37.6487° сх. д.                 |      |
|  | Кленовий бульвар      | 1 березня 2023  |                              | -24,3      | колонна мілкого закладення з бічними платформами                | 55°40′29.57″ пн. ш. 37°40′56.17″ сх. д. / 55.6748806° пн. ш. 37.6822694° сх. д.     |      |
|  | Нагатінський Затон    | 1 березня 2023  |                              |            | колонна мілкого закладення з бічними платформами                | 55°41′3.919″ пн. ш. 37°42′12.845″ сх. д. / 55.68442194° пн. ш. 37.70356806° сх. д.  |      |
|  | Печатники             | 1 березня 2023  | Печатники                    |            | колонна мілкого закладення з бічними платформами                | 55°41′40.56″ пн. ш. 37°43′38.50″ сх. д. / 55.6946000° пн. ш. 37.7273611° сх. д.     |      |
|  | Текстильщики          | 1 березня 2023  | Текстильщики                 |            | колонна мілкого закладення з бічними платформами                | 55°42′30.492″ пн. ш. 37°43′42.038″ сх. д. / 55.70847000° пн. ш. 37.72834389° сх. д. |      |
|  | Нижньогородська       | 27 березня 2020 | Нижньогородська              | −21,8      | колонна мілкого закладення п'ятипрогінна                        | 55°43′57″ пн. ш. 37°43′42″ сх. д. / 55.732471° пн. ш. 37.728327° сх. д.             |      |
|  | Авіамоторна           | 27 березня 2020 | Авіамоторна                  | −19,4      | колонна мілкого закладення трипрогінна                          | 55°45′05″ пн. ш. 37°43′00″ сх. д. / 55.751436° пн. ш. 37.716619° сх. д.             |      |
|  | Лефортово             | 27 березня 2020 |                              | −26        | колонна мілкого закладення двопрогінна                          | 55°45′53″ пн. ш. 37°42′24″ сх. д. / 55.764698° пн. ш. 37.706759° сх. д.             |      |
|  | Електрозаводська      | 31 грудня 2020  | Електрозаводська             | −20        | колонна мілкого закладення трипрогінна                          | 55°46′49″ пн. ш. 37°42′11″ сх. д. / 55.780292° пн. ш. 37.703013° сх. д.             |      |
|  | Сокольники            | 1 березня 2023  | Сокольники                   | -34        | колонна мілкого закладення трипрогінна                          | 55°47′28″ пн. ш. 37°40′44″ сх. д. / 55.79111° пн. ш. 37.67889° сх. д.               |      |
|  | Ризька                | 1 березня 2023  | Ризька                       | -63,5      | пілонна трисклепінна                                            | 55°47′37.7″ пн. ш. 37°38′9.2″ сх. д. / 55.793806° пн. ш. 37.635889° сх. д.          |      |
|  | Мар'їна Роща          | 1 березня 2023  | Мар'їна Роща                 | -72        | пілонна трисклепінна                                            | 55°47′54.12″ пн. ш. 37°37′2.16″ сх. д. / 55.7983667° пн. ш. 37.6172667° сх. д.      |      |

## Депо
| Депо                    | Роки експлуатації                                   |
| ----------------------- | --------------------------------------------------- |
| ТЧ-3 «Ізмайлово»        | в 2018                                              |
| ТЧ-18 «Солнцево»        | 2018—2021                                           |
| ТЧ-7 «Замоскворіцьке»   | 1995―2019 (дистанція Каширська — Каховська), з 2021 |
| ТЧ-21 «Нижньогородське» | з 2022                                              |
| ТЧ-23 «Аміньєвське»     | з 2023                                              |

## Рухомий склад[11]
| Типи вагонів                  | Роки      |
| ----------------------------- | --------- |
| 81-760/761 «Ока»              | 2018—2021 |
| 81-760А/761А/763А «Ока»       | 2018—2021 |
| 81-765.3/766.3/767.3 «Москва» | 2018—2021 |
| 81-765/766/767 «Москва»       | 2020—2021 |
| 81-775/776/777 «Москва-2020»  | з 2021    |